# Erikssonia (bướm)
Erikssonia là một chi bướm ngày thuộc họ Bướm xanh.

## Các loài
- Erikssonia acraeina Trimen, 1891
- Erikssonia cooksoni Druce, 1905
- Erikssonia edgei Gardiner & Terblanche, 2010

## Hình ảnh

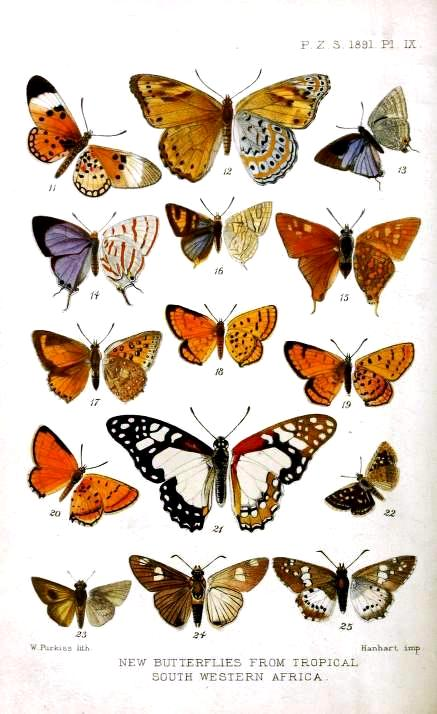